# Мэн Гэлофэн (Наньчжао)
Мэн Гэлофэн, царь Наньчжао с 748 по 779, родился в 712 году. 
В 750 он поднял восстание против Империи Тан, в 751 году победил китайскую армию под Сяньгуаня. В 754 армия Наньчжао разгромила ещё большую армию китайцев, после этой победы войска Гэлофэна заняли весь Юньнань, начали вторжение в Сычуань, Бирму и Лаос. В 779 он умер, ему наследовал Мэн Имоусюнь